# サント＝マルグリット＝デ＝ロッジュ
サント＝マルグリット＝デ＝ロッジュ（仏: Sainte-Marguerite-des-Loges）は、フランスのバス＝ノルマンディー地域圏、カルヴァドス県に属するかつて存在したコミューン。2016年1月1日、周辺コミューンと合併し、リヴァロ＝ペイ＝ドージュ（Livarot-Pays-d'Auge）となった。

## 地理
県都カーンから南東に45km、リジューから南に15kmほどいった県南部の田園地帯に位置する。近くには小郡中心地のリヴァロがある。中心地などはなく、丘陵地に家屋が点在するいわゆる散居村。ウウーヴル川などの小川が北西へ流れる。東にはゆるやかな丘をへだててトゥック川が北に流れる。北でル・メニル＝ジェルマン、北東でシュフンヴィル＝トネンクールとそれぞれ接する。

## 行政
- 首長 - パトリス・ベレ（Patrice Bellais、無所属、1995年6月） 農夫

## 人口の推移[1]
| 1962年 | 1968年 | 1975年 | 1982年 | 1990年 | 1999年 | 2007年 |
| ------ | ------ | ------ | ------ | ------ | ------ | ------ |
| 218    | 194    | 184    | 172    | 161    | 163    | 193    |